# Acer leptophyllum
Acer leptophyllum — вид клена, ендемік сх. Китаю (пн.-зх. Цзянсі).